# Långasjön (Kävsjö socken, Småland)
Långasjön är en sjö i Gnosjö kommun i Småland och ingår i Lagans huvudavrinningsområde. Sjön är 13 meter djup, har en yta på 0,819 kvadratkilometer och befinner sig 167 meter över havet. Sjön avvattnas av vattendraget Bolmån (Ulvhultsån). Vid provfiske har bland annat abborre, braxen, gers och gädda fångats i sjön.

## Delavrinningsområde
Långasjön ingår i det delavrinningsområde (636157-139050) som SMHI kallar för Utloppet av Långasjön. Medelhöjden är 193 meter över havet och ytan är 13,71 kvadratkilometer. Räknas de 11 delavrinningsområdena uppströms in blir den ackumulerade arean 194,21 kvadratkilometer. Bolmån (Ulvhultsån) som avvattnar avrinningsområdet har biflödesordning 2, vilket innebär att vattnet flödar genom totalt 2 vattendrag innan det når havet efter 204 kilometer. Delavrinningsområdet består mestadels av skog (78 procent). Avrinningsområdet har 0,81 kvadratkilometer vattenytor vilket ger det en sjöprocent på 5,9 procent.

## Fisk
Vid provfiske har följande fisk fångats i sjön:
- Abborre
- Braxen
- Gärs
- Gädda
- Lake
- Mört
- Siklöja